# 呼蘭区
呼蘭区（こらん-く、満洲語：ᡥᡡᠯᠠᠨ、転写：hūlan）は、中華人民共和国黒竜江省ハルビン市に位置する市轄区。

## 地理
ハルビン市街の北約25kmのフラン河（呼蘭河）畔に位置し、地勢は平坦で、良好な耕地を擁する。冬季は非常に寒冷で夏季は冷涼である。南東部から南部にかけてアムール川(黒竜江)へと続く松花江が流れ、賓県と道外区との行政区境となっている。

## 歴史
呼蘭は黒竜江省で早くから開発された五城の一つであり、1734年（雍正12年）には清朝により設置されたフラン城を前身とする。1862年（同治元年）に呼蘭庁、1905年（光緒31年）に呼蘭府に昇格している。
中華民国が成立すると呼蘭県と改称され松江省の管轄とされたが、1954年以降は黒竜江省の管轄に、1958年にハルビン市に編入、2004年に市轄区の呼蘭区と改編され現在に至る。

## 行政区画
下部に17街道、7鎮、3郷を管轄：
- 街道弁事処：呼蘭街道、蘭河街道、腰卜街道、利民街道、康金街道、双井街道、建設路街道、学院路街道、長嶺街道、沈家街道、南京路街道、裕民街道、裕田街道、裕強街道、蕭郷街道、公園路街道、三電街道
- 鎮：二八鎮、石人鎮、白奎鎮、方台鎮、蓮花鎮、大用鎮、利業鎮
- 郷：楊林郷、許卜郷、孟家郷

## 経済
農業が主で、今なお人口の三分の一以上が農業人口である。ハルビンの区になった後は工業と医薬業の発展が試みられており、ハルビン市の主要な発電所の一つもある。

## 交通

### 鉄道
- 中国国家鉄路集団
  - 中国鉄路ハルビン局集団公司
    - 哈斉旅客専用線、浜洲線 - ハルビン北駅
    - 浜北線（ハルビン方面）- 徐家駅 - 呼蘭駅 - 瀋家駅 - 康金井駅（中国語版） - 石人城駅（中国語版） - 白奎堡駅（中国語版） -（北安方面）
- ハルビン地下鉄
  - ■2号線

### 道路
- 高速道路
  -  綏満高速道路
  -  ハルビン環状高速道路
  -  鶴哈高速道路

- 国道
  -  G202国道

- 省道
  -  101省道

## 人物
- 蕭紅
- 夏青（中国語版）
- 宋亜東

## 健康・医療・衛生
- 哈爾浜市呼蘭区第一人民医院
- 呼蘭区第一医院分院永興医院
- 呼蘭区中医医院
- 呼蘭区婦幼保健院

## 名所・旧跡・観光スポット
- 西崗公園（中国語版）
- 蕭紅故居（中国語版）